# Wenkbrauwgeelsnavelgors
De wenkbrauwgeelsnavelgors (Arremon dorbignii) is een zangvogel uit de familie Amerikaanse gorzen (Passerellidae). De soort werd in 1856 geldig als aparte soort beschreven door Philip Lutley Sclater en daarna lang beschouwd als ondersoort van de geelsnavelgors (A. flavirostris).

## Verspreiding en leefgebied
De soort komt voor van Midden-Bolivia tot in noordwestelijk Argentinië.